# Glyphodes flavizonalis
Glyphodes flavizonalis là một loài bướm đêm trong họ Crambidae.